# Gracineide Selma Santos de Almeida
Gracineide Selma Santos de Almeida (1980) es una bióloga, taxónoma, botánica, geobotánica, curadora, y profesora brasileña.

## Biografía
En 2002, obtuvo la licenciatura en ciencias biológicas por la Universidad del Estado de Bahía, con la tesina Asteraceae no município de Alagoinhas, Bahia, Brasil, orientada por el Dr. Nilson Gonçalves de Jesus; y, el doctorado en botánica por la Universidad Federal de Viçosa (2008).
Actualmente es profesora adjunta, nivel B de la Universidad del Estado de Bahía, en régimen de dedicación exclusiva, Coordinadora de Posgrado Lato sensu en el Departamento de Biología Vegetal, Ciencias Exactas y de la Tierra - DCET / UNEB. Tiene experiencia en botánica, con énfasis en la taxonomía de plantas, trabajando principalmente en las áreas de taxonomía y florística de Asteraceae, florística de angiospermas, biología reproductiva de Asteraceae, Conservación y Educación Ambiental.

## Algunas publicaciones
- ALMEIDA, GRACINEIDE SELMA SANTOS DE; CARVALHO-OKANO, RITA MARIA DE; NAKAJIMA, JIMI NAOKI; GARCIA, FLAVIA CRISTINA PINTO. 2014. Asteraceae Dumort nos campos rupestres do Parque Estadual do Itacolomi, Minas Gerais, Brasil: Barnadesieae e Mutisieae. Rodriguésia (online) 65: 311-328

- FERREIRA, A. M.; BATISTA, R. C. R. C.; AMORIM, V. O.; ALMEIDA, G. S. S. 2011. Levantamento Florístico da Tribo Eupatorieae (Asteraceae) na microrregião do Litoral Norte da Bahia, Brasil: dados Preliminares I. Diálogos & Ciência (online) 9: 86-96

- ALMEIDA, G. S. S.; OKANO, R. M. C. 2010. Three new species of Eupatorieae (Compositae) from Brazil. Kew Bulletin 65: 255-261

- ALMEIDA, G. S. S. 2010. Pesquisa em Educação: desafios e perspectivas. Revista Cientíssimo 1: 90-113

### Capítulos de libros
- ALMEIDA, G. S. S. 2013. Livro Vermelho da Flora do Brasil. In: Gustavo Martinelli & Miguel Avila Moraes (orgs.) Livro Vermelho da Flora do Brasil. Rio de Janeiro: Andrea Jakobsson: Instituto de Pesquisas Jardim Botânico do Rio de Janeiro, p. 1-1100

- ALMEIDA, G. S. S. 2010. Catálogo de Plantas e Fungos do Brasil. In: Rafaela Campostrini Forzza (org.) Catálogo de Plantas e Fungos do Brasil - Asteraceae. Rio de Janeiro: Andrea Jakobsson estúdio; Instituto de Pesquisa Jardim Botânico do Rio de Janeiro, p. 21-870

### En Congresos
- DIAS, I. S.; ALMEIDA, G. S. S.; NUNES, T. S.; MACHADO, M. C. 2014. CACTACEAE DA FLORA DA BAHIA II: SUBFAMÍLIA CACTOIDEAE: TRIBO CEREEAE: ARROJADOA BRITTON & ROSE. In: XI Congresso Latinoamericano e LXV congresso Nacional de Botânica, Salvador. Botânica na America Latina: Conhecimento, Interação e Diffusão

- SANTOS, C. P.; ALMEIDA, G. S. S. 2013. Estudo Taxonômico de Eupatorieae (Asteraceae) para a microrregião do Litoral Norte da Bahia, Brasil'. In: Semana de Iniciação Científica da UNEB, Salvador. UNEB 30 anos disseminando a pesquisa

- CASTRO, M. S.; ALMEIDA, G. S. S. 2013. Levantamento florístico de Asteraceae num remanescente de Mata Atlântica em estágio secundário de regeneração no Litoral Norte da Bahia. In: 64 Congresso Nacional de Botânica, Belo Horizonte

- SANTOS, C. P.; ALMEIDA, G. S. S. 2012. Levantamento florístico e taxonômico da tribo Eupatorieae (Asteraceae) na microrregião do Litoral Norte da Bahia. In: Semana de Iniciação Científica da UNEB, Salvador. UNEB 30 anos disseminando a pesquisa

En 62.º Congresso Nacional de Botânica, Fortaleza. Botãnica e Desenvolvimento Sustentável, 2011
- BATISTA, R. C. R. C.; AMORIM, V. O.; FERREIRA, A. M.; ALMEIDA, G. S. S. Registro das espécies de Vernonieae Cass. (Asteraceae), ocorrentes na microrregião do Litoral Norte da Bahia, Depositadas nos Herbários Baianos
- AMORIM, V. O.; BATISTA, R. C. R. C.; FERREIRA, A. M.; ALMEIDA, G. S. S. Situação da Amostragem de Heliantheae Cass. (Asteraceae) na Microrregião do Litoral Norte da Bahia

- ALMEIDA, G. S. S.; OKANO, R. M. C.; NAKAJIMA, J. N.; GARCIA, F. C. P. 2007. A tribo Barnadesieae (Barnadesioideae-Asteraceae) nos Campos Rupestres do Parque Estadual do Itacolomi, Ouro Preto-Mariana, MG, Brasil. In: VII Simpós - Mostra Ciemtífica da Pós-Graduação, Viçosa- Minas Gerais. XVII Simpósio de Iniciação Científica, V Simpósio de Extensão Universitária. Viçosa - MG: Editora Universitária

En 57.º Congresso Nacional de Botânica, Gramado. 2006
- ALMEIDA, G. S. S.; OKANO, R. M. C.; NAKAJIMA, J. N.; GARCIA, F. C. P. A Tribo Eupatorieae (Asteraceae) nos campos rupestres do Parque Estadual do Itacolomi, Ouro Preto-Mariana, MG, Brasil
- DIAS, J.; ARAÚJO, R.; SILVA, J.; ALMEIDA, G. S. S. Caracterização da anatomia foliar de três espécies de Asteraceae do campo rupestre, Parque Estadual do Itacolomi, Ouro Preto, MG

En 55.º Congresso Nacional de Botânica, Viçosa/MG. "Conservação, Bioprospecção e Biotecnologia." Alpha Mídia Assessoria Fonográfica Ltda, 2004
- SILVA, A.N.; SANTOS, A.L.A.; JESUS, N. G.; ALMEIDA, G. S. S. Estudos Florísticos num Remanescente de Floresta Secundária no Município de Alagoinhas, Bahia, Brasil: A Família Myrtaceae
- SILVA, A.N.; SANTOS, A.L.A.; JESUS, N. G.; ALMEIDA, G. S. S. Estudos Florísticos num remanescente de floresta secundária no município de Alagoinhas-Bahia: a Família Myrtaceae

En 54.º Congresso Nacional de Botânica, Belém / PA. "Desafios da Botânica Brasileira no Novo MilênioInventário, Sistematização, conservação e Uso da Diversidade Vegetal". Belém: MP Design Gráficos, 2003
- JESUS, N. G.; FONSECA, M.R.; ALMEIDA, G. S. S.; Santana, I. Florística de uma Área de Extrativismo da APA/LItoral Norte no Município de Conde, Bahia, Brasil
- ALMEIDA, G. S. S.; JESUS, N. G.; BAUTISTA, H. P. Levantamento da Família Asteraceae no Município de Alagoinhas, Bahia, Brasil

- ALMEIDA, G. S. S. 2002. Levantamento preliminar da família Asteraceae numa mata secundária no munícipio de Alagoinhas, Bahia, Brasil. In: 53.º Congresso Nacional de Botânica, Recife/Pernanbuco. Biodiversidade, Consevação e Uso Sustentável da Flora Brasileira. Pernambuco: Editora Universitária UFPE, v. único. p. 9-500

- ALMEIDA, G. S. S.; JESUS, N. G.; Fonseca, M.R. 2002. Coleções Botãnicas do HUNEB (Herbário da Universidade do Estado da Bahia): Desafios e perspectivas. In: Relatório III Seminário de Pesquisa da UNEB

- JESUS, N. G.; Lima, L.C.L; ALMEIDA, G. S. S.; Napomucena, D.C. 2000. Abordagem Preliminar de uma Vegetação Arbórea Arbustiva Densa no Município de Alagoinhas, Bahia: Aspectos Florísticos e Econômicos. In: 51.º Congresso Nacional de Botânica, Brasília. Conservação e Biodoversidade. Brasília: Universitária

## Honores[4]

### Membresías
- Sociedad Botánica de Brasil[6]

#### De Cuerpo editorial
- 2010 - 2013. Periódico: Cientíssimo

### Premios
- 2013-2014: premiación de la XVIII Jornada de Iniciação Científica[7]

### Producción artística / cultural
- ALMEIDA, G. S. S. 2009. El ser humano vive con virus y bacterias: ¿qué hacer? (Conferencia)